# Chilubi (Sambia)
Chilubi, auch Chilubi Island, ist ein Ort mit 9962 Einwohnern (2022) im Nordosten der Bangweulusümpfe in der Nordprovinz von Sambia. Er ist Sitz der Verwaltung des gleichnamigen Distrikts.

## Geografie
Chilubi liegt mitten in den Sümpfen, in der Regenzeit auf einer Insel, in der Trockenzeit an einem großen Wasserarm des Bangweulusees. Der größte Teil des Distriktes besteht aus Inseln. Wasserarme sind die entscheidende Infrastruktur, und das Banana-Boat ist das einzige Transportmittel neben dem Postboot aus Samfya.

## Infrastruktur
Chilugi hat ein Krankenhaus, das seit 1996 mit Solaranlage und Stromgenerator ausgestattet ist. Es gibt die Mission Santa Maria und Grund- und Sekundarschulen. Dominierender Stamm sind die Bisa.